# Bates Motel (film)
Bates Motel – amerykański film telewizyjny, nawiązujący do Psychozy Alfreda Hitchcocka, jej dwóch sequeli i prequela. Film jest spin offem oryginalnej Psychozy. Pierwotnie miał być odcinkiem pilotażowym serialu NBC, lecz ostatecznie z pomysłu zrezygnowano.
W roli Normana Batesa występuje Kurt Paul, który w Psychozie II i Psychozie III udzielał się w charakterze kaskadera Anthony’ego Perkinsa.

## Obsada
- Bud Cort jako Alex West
- Lori Petty jako Willie
- Moses Gunn jako Henry Watson
- Gregg Henry jako Tom Fuller
- Khrystyne Haje jako Sally
- Jason Bateman jako Tony Scotti
- Robert Picardo jako dr Goodman
- Kurt Paul jako Norman Bates